# MEO Arena
La MEO Arena è un'arena coperta di Lisbona.
Costruita per l'Expo 1998, è stata progettata dall'architetto Regino Cruz in collaborazione con l'Ufficio di SOM architettura (Skidmore, Owings & Merrill), e da allora ospita varie attività come convegni, spettacoli ed eventi sportivi. 
Originariamente chiamata Pavilhão da Utopia, fino al 2013 la struttura era nota come Pavilhão Atlântico. Nello stesso anno Portugal Telecom ne ha rilevato i diritti di denominazione, rinominandola MEO Arena (sfruttando il suo marchio di telefonia mobile). Con l'acquisizione di Portugal Telecom da parte di Altice, dal 2017 era nota come Altice Arena. Nel 2024 ha riassunto la denominazione MEO Arena.

## Attività ospitate

### Manifestazioni ospitate
- MTV Europe Music Awards 2005
- Eurovision Song Contest 2018

### Manifestazioni sportive ospitate
- Campionato mondiale maschile di pallacanestro Under-19 1999
- Tennis Masters Cup 2000
- Campionati del mondo di atletica leggera indoor 2001
- Campionato mondiale maschile di pallamano 2003
- UEFA Futsal Cup 2009-2010